# Mikheil Saak'ashvili
Mikheil Saak'ashvili (in georgiano მიხეილ სააკაშვილი?; in ucraino Міхеіл Саакашвілі?, Micheil Saakašvili; Tbilisi, 21 dicembre 1967) è un politico ucraino-georgiano, che ha ricoperto la carica di presidente della Georgia in due mandati distinti: dal 2004 al 2007 e di nuovo dal 2008 al 2013.
Dal 2015 al 2016 è stato anche governatore della regione ucraina di Odessa. Il nome di Saak'ashvili è usato nella forma russa Michail (è conosciuto comunemente come "Misha") da molte fonti non georgiane, ma è anche traslitterato in Mixeil Saak'ashvili.
Nel dicembre 2014 fu privato della cittadinanza georgiana e nel luglio 2017 anche della cittadinanza ucraina, divenendo apolide. Quest'ultima cittadinanza gli è stata in seguito restituita nel maggio 2019.
Saak'ashvili è stato condannato dal 2018 in tre processi per appropriazione indebita, attraversamento illecito del confine e abuso di potere a 20 anni di carcere, in un processo che lui attribuisce alle ingerenze della Russia sulla politica georgiana e ritenuto politicamente motivato, ed è stato arrestato nel 2021 dopo essere rientrato clandestinamente in Georgia.

## Biografia
Saak'ashvili è nato nel dicembre 1967 da una famiglia georgiana a Tbilisi, capitale dell'allora Repubblica Socialista Sovietica Georgiana in Unione Sovietica. Suo padre, Nikoloz Saak'ashvili, è un medico che esercita la professione medica a Tbilisi e dirige un centro balneare locale. Sua madre, Giuli Alasania, è una storica che insegna alla Università statale di Tbilisi.
Durante l'università, ha prestato servizio militare ridotto nel 1989-1990 con l'unità delle truppe di frontiera sovietiche nell'aeroporto di Boryspil' in Ucraina (allora come RSS Ucraina, anch'essa parte dell'Unione Sovietica). Saak'ashvili si è laureato presso l'Istituto di relazioni internazionali (Dipartimento di diritto internazionale) dell'Università nazionale Taras Ševčenko di Kiev nel 1992. In questa università divenne amico del futuro presidente dell'Ucraina Petro Porošenko. Mentre era in Ucraina, Saak'ashvili partecipò alla protesta studentesca dell'ottobre 1990 nota come " Rivoluzione sul granito".
Saak'ashvili ha lavorato brevemente come funzionario per i diritti umani per il Consiglio di Stato ad interim della Georgia dopo il rovesciamento del presidente Zviad Gamsakhurdia prima di ricevere una borsa di studio dal Dipartimento di Stato degli Stati Uniti (tramite l'Edmund S. Muskie Graduate Fellowship Program). Ha ricevuto un LL.M. dalla Columbia Law School di New York nel 1994 e l'anno successivo ha frequentato la School of International and Public Affairs e la George Washington University Law School. Nel 1995 ha anche ricevuto un diploma dall'Istituto internazionale dei diritti umani di Strasburgo, in Francia.

### Attività politica in Georgia

#### Gli esordi
Dimessosi dal governo e uscito dal partito guidato da Shevardnadze, l'Unione dei Cittadini della Georgia, Saak'ashvili ha fondato nell'ottobre 2001 il Movimento Nazionale Unito (UNM), un partito politico di centro-destra affiliato al Partito Popolare Europeo, con una punta di nazionalismo, al fine di riunire alcuni dei leader riformisti georgiani. Nel giugno 2002 è stato eletto presidente dell'Assemblea di Tbilisi (Sakrebulo), a seguito di un accordo tra l'UNM e il Partito Laburista Georgiano.
Le elezioni legislative del 2 novembre 2003 sono descritte come grossolani brogli da parte degli osservatori internazionali. Saak'ashvili annunciò di aver vinto le elezioni (un'affermazione supportata da sondaggi indipendenti "uscire dalle urne"), ed esortò i georgiani a manifestare contro il governo Shevardnadze e a partecipare a un movimento di disobbedienza civile non violenta contro le autorità. L'UNM di Saak'ashvili e gli Democratici Uniti di Burdjanadze si unirono per chiedere la cacciata di Shevardnadze e l'organizzazione di nuove elezioni.
A novembre a Tbilisi si svolgono massicce manifestazioni politiche, con quasi 100.000 manifestanti che invocavano Saak'ashvili e altre figure dell'opposizione. L'organizzazione giovanile Kmara ("Basta!"), l'omologo georgiano dell'Otpor! serbo, così come diverse organizzazioni non governative come il Freedom Institute of Georgia, prendono parte attiva a queste manifestazioni. Dopo due settimane di proteste in un clima di crescente tensione, Shevardnadze si è piegato all'inevitabile e si è dimesso dalla presidenza il 23 novembre, lasciando la presidenza ad interim al presidente del Parlamento, Nino Burjanadze. Questi avvenimenti sono entrati nella storia come "rivoluzione delle rose".
Il 2 febbraio 2004, l'UNM ed i Democratici Uniti si sono fusi e hanno formato un gruppo politico in Parlamento denominato Movimento Nazionale - Democratici. Le principali priorità politiche del movimento erano quelle di far aumentare il livello delle pensioni e fornire assistenza sociale alle classi povere - il principale bacino elettorale -, combattere la corruzione e aumentare le entrate statali.

#### La prima presidenza

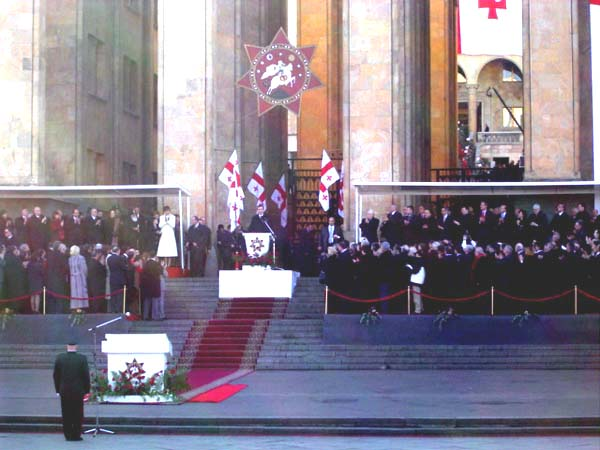
Cerimonia d'insediamento di Saak'ashvili come Presidente della Georgia.

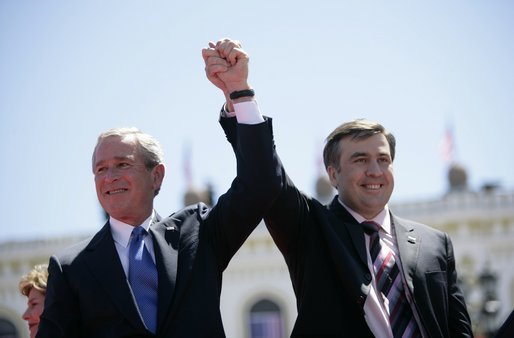
Saak'ashvili e George W. Bush a Tbilisi il 10 maggio 2005.

Le elezioni presidenziali si svolsero il 4 gennaio 2004. Le votazioni si rivelarono un vero e proprio plebiscito a favore di Saak'ashvili, che si affermò con il 96% delle preferenze. Tutti gli altri candidati ricevettero invece meno del 2% dei voti. In totale, parteciparono alle elezioni 1.763.000 aventi diritto al voto.
Il 4 gennaio 2004 Saak'ashvili vinse le elezioni presidenziali in Georgia con oltre il 96% dei voti espressi, facendo di lui, a 36 anni, il più giovane presidente nazionale in Europa dell'epoca. Su una piattaforma per contrastare la corruzione e migliorare salari e pensioni, ha promesso di migliorare le relazioni con il mondo esterno. Sebbene sia fortemente filo-occidentale e intenzionato a far ottenere alla Georgia l'adesione alla NATO e all'Unione europea, aveva anche parlato dell'importanza di migliori relazioni con la Russia. Tuttavia, ha dovuto affrontare gravi problemi, in particolare la difficile situazione economica della Georgia e la questione ancora irrisolta del separatismo nelle regioni dell'Abkhazia e dell'Ossezia meridionale. L'Abkhazia infatti si considera indipendente dalla Georgia e non ha partecipato alle elezioni, mentre l'Ossezia meridionale è favorevole all'unione con la sua controparte settentrionale in Russia.
Saak'ashvili ha prestato giuramento come presidente a Tbilisi il 25 gennaio 2004. Subito dopo la cerimonia ha firmato un decreto che istituiva una nuova bandiera di stato. Il 26 gennaio, in una cerimonia tenutasi presso la chiesa di San Giorgio di Tbilisi Kashueti, ha promulgato un decreto che concedeva il permesso per il ritorno della salma del primo presidente della Georgia, Zviad Gamsakhurdia, da Groznyj, in Cecenia, a Tbilisi e ribattezzò una strada principale nella capitale in omaggio all'ex-presidente. Fece anche rilasciare 32 sostenitori di Gamsakhurdia imprigionati dal governo di Shevardnadze nel 1993-94. Oltre a una nuova bandiera nazionale, Saak'ashivili ha autorizzato l'adozione di un nuovo inno nazionale il 20 maggio 2004 ed un nuovo stemma statale il 1º ottobre 2004.
Nei primi mesi della sua presidenza, Saak'ashvili ha affrontato una grave crisi politica in Repubblica Autonoma dell'Agiaria guidata da un leader regionale autoritario, Aslan Abashidze che ha ampiamente ignorato il governo georgiano centrale ed è stato visto da molti come un politico filo-russo. La crisi minacciava di trasformarsi in uno scontro armato, ma il governo di Saak'ashvili è riuscito a risolvere pacificamente il conflitto, costringendo Abashidze a dimettersi il 6 maggio 2004. Il successo in Agiaria ha incoraggiato il nuovo presidente a intensificare i suoi sforzi per riportare la separatista Ossezia del Sud sotto la giurisdizione georgiana. Le autorità separatiste hanno risposto con un'intensa militarizzazione nella regione, che ha portato a scontri armati nell'agosto 2004. Ne è seguita una situazione di stallo e, nonostante un piano di pace proposto dal governo georgiano nel 2005, il conflitto rimase irrisolto. Alla fine di luglio 2006, il governo di Saak'ashvili ha affrontato con successo un'altra grave crisi, questa volta nella gola di Kodori in Abcasia, dove le forze di polizia georgiane hanno disarmato una milizia ribelle guidata da Emzar Kvitsiani, un signore della guerra locale.
Nella sua politica estera, Saak'ashvili ha mantenuto stretti legami con gli Stati Uniti, così come con altri paesi della NATO, e rimane uno dei partner chiave dell'organizzazione GUAM. La Rivoluzione delle Rose guidata da Saak'ashvili è stata descritta dalla Casa Bianca come uno dei movimenti più potenti della storia moderna che ha ispirato altri a cercare la libertà.

#### Politiche economiche
Al momento dell'insediamento di Saak'ashvili, la Georgia soffriva di un'economia stagnante, corruzione diffusa da parte della polizia e dei funzionari statali al punto che la corruzione era necessaria per qualsiasi tipo di transazione commerciale, alti tassi di criminalità e gravi problemi infrastrutturali, comprese interruzioni di corrente diffuse e scuole e strutture mediche in rovina. Saak'ashvili ha avviato un massiccio programma di riforme. Ha licenziato sistematicamente politici, funzionari pubblici e agenti di polizia sospettati di corruzione e ha aumentato in modo significativo gli stipendi dei dipendenti statali al punto che potevano dipendere dai loro stipendi piuttosto che dalle tangenti per vivere. Molti oligarchi che avevano dominato l'economia furono arrestati, e la maggior parte ha accettato di pagare enormi multe al bilancio statale in cambio della loro libertà. Saak'ashvili ha riformato l'economia riducendo la burocrazia che aveva reso difficili gli affari, facilitando gli investimenti stranieri, semplificando il fisco, lanciando una campagna di privatizzazioni e affrontando la diffusa evasione fiscale. Grazie alla creazione di un'infrastruttura fiscale e doganale funzionante, il bilancio statale è aumentato del 300% in tre anni. Il governo ha potenziato in modo massiccio le infrastrutture e i servizi pubblici. In particolare, le infrastrutture idriche ed elettriche sono state migliorate al punto da funzionare in modo efficace, le scuole e gli ospedali sono stati rinnovati, sono state posate più strade e sono stati costruiti nuovi complessi residenziali.
Di conseguenza, il tasso di corruzione nel paese è stato drasticamente ridotto e l'ambiente imprenditoriale è stato notevolmente migliorato. L'economia ha iniziato a crescere e il tenore di vita è aumentato. La classifica della Georgia nell'indice di percezione della corruzione di Transparency International è migliorata notevolmente, passando dal 133° nel 2004 al 67° nel 2008 e ulteriormente al 51° nel 2012, superando diversi paesi dell'UE. La Banca Mondiale ha definito la Georgia il principale riformatore economico del mondo, e il paese si è classificato all'8º posto in termini di facilità di fare affari, mentre la maggior parte dei vicini del paese sono classificati tra le centinaia. La Banca mondiale ha notato un significativo miglioramento delle condizioni di vita in Georgia, riferendo che "la trasformazione della Georgia dal 2003 è stata notevole. Le luci sono accese, le strade sono sicure e i servizi pubblici sono privi di corruzione". Simeon Djankov ha dato la Georgia come esempio ad altri riformatori durante gli annuali Reformer Awards.
Sotto il mandato di Saak'ashvili, la Georgia è stata coinvolta in piccola parte nelle transazioni del mercato internazionale e nel 2007 la Banca di Georgia ha venduto obbligazioni a premio, quando un'obbligazione quinquennale da 200 milioni $ è stata valutata con una cedola del 9% alla pari, o 100% del valore nominale, dopo essere stato inizialmente valutato al 9,5% e gli investitori hanno spinto gli ordini fino a $ 600 milioni.
Nel 2009, ha introdotto la legge di libertà economica della Georgia, che è stato adottato dal Parlamento della Georgia nel 2011. La legge limitava la capacità dello stato di interferire nell'economia e mirava a ridurre le spese e il debito statali del 30% e del 60%. %, rispettivamente. Ha inoltre esplicitamente proibito al governo di modificare le tasse senza un referendum popolare su aliquote e struttura.
Grazie alle riforme economiche del suo governo, l'economia della Georgia è cresciuta del 70% tra il 2003 e il 2013 e il reddito pro capite è quasi triplicato. Tuttavia, la povertà è diminuita solo marginalmente. Alla fine del suo secondo mandato, circa un quarto della popolazione era ancora povero e la disoccupazione era al 15%.

#### Politiche interne
Il 27 marzo 2006, il governo ha annunciato di aver impedito una rivolta carceraria nazionale ordita dalla mafia georgiana. L'operazione di polizia si è conclusa con la morte di 7 detenuti e almeno 17 feriti. L'opposizione ha messo in dubbio la versione ufficiale e ha chiesto un'indagine indipendente, il partito al governo ha votato contro.
Nonostante ciò, il governo di Saak'ashvili ha anche alleggerito il sistema legale sotto alcuni aspetti. Il suo governo ha depenalizzato la diffamazione e ha promosso una legislazione a difesa della libertà di parola, sebbene sia stato accusato di soffocare i media e di utilizzare il sistema giudiziario per inseguire i suoi oppositori politici nonostante ciò. Nel dicembre 2006, Saak'ashvili ha firmato un emendamento costituzionale che abolisce completamente la pena di morte.

#### Forze armate e difesa
Il governo di Saak'ashvili ha aumentato massicciamente la spesa militare per modernizzare le forze armate georgiane, che erano piccole e scarsamente equipaggiate e addestrate al momento in cui è entrato in carica. Nel 2007, il budget militare era aumentato di venti volte dal 1999. Sono state acquistate nuove armi e veicoli, sono stati aumentati gli stipendi militari, sono state costruite nuove basi e i soldati georgiani si sono impegnati in esercitazioni di addestramento congiunte con le forze armate statunitensi.

#### Sanità
Dopo l'indipendenza georgiana, il governo ha scoperto che il suo sistema sanitario centralizzato in stile sovietico era sottofinanziato e obsoleto. Le strutture mediche centralizzate gestite dallo stato erano in genere inefficienti e necessitavano di rinnovamento e aggiornamenti tecnologici. Di conseguenza, il governo ha privatizzato quasi tutti gli ospedali e le cliniche pubbliche e il sistema assicurativo è stato deregolamentato, con compagnie assicurative private in grado di offrire copertura. Solo poche strutture specializzate per la salute mentale e le malattie infettive sono rimaste nelle mani del governo e lo stato ha continuato a fornire un'assicurazione sanitaria per coloro che erano al di sotto della soglia di povertà, la cui assicurazione era pagata con fondi pubblici e fornita da assicuratori privati, e alcuni dipendenti pubblici, pari a circa il 40% della popolazione. Di conseguenza, il livello dell'assistenza sanitaria è notevolmente migliorato, con nuovi ospedali e cliniche che hanno iniziato a sostituire le strutture più vecchie. Tuttavia, una parte della popolazione non era assicurata, in quanto non poteva permettersi un'assicurazione privata e non aveva i requisiti per l'assicurazione pubblica.

#### Relazioni estere

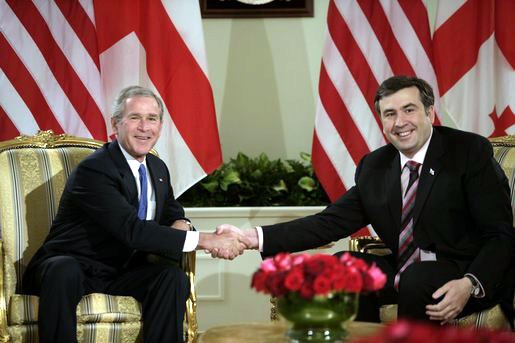
Mikheil Saak'ashvili con George W. Bush

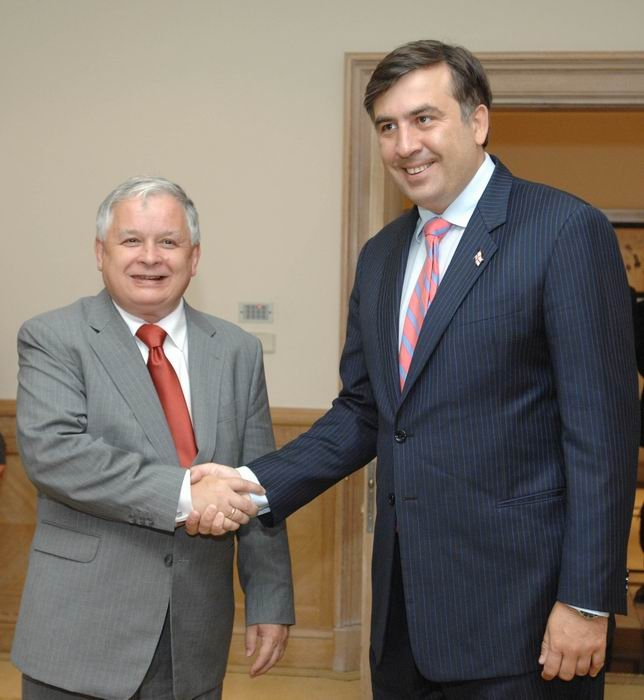
Mikheil Saak'ashvili con il presidente della Polonia Lech Kaczyński nel 2007

Saak'ashvili vede l'adesione alla NATO come una premessa di stabilità per la Georgia e ha offerto un dialogo intensificato con le autorità "de facto" dell'Abkhazia e dell'Ossezia. Fino alla guerra dell'Ossezia meridionale del 2008, si riteneva possibile una soluzione diplomatica. L'amministrazione di Saak'ashvili ha raddoppiato il numero delle sue truppe in Iraq, rendendo la Georgia uno dei più grandi sostenitori delle Forze della Coalizione e mantenendo le sue truppe in Kosovo e Afghanistan per "contribuire a ciò che descrive come sicurezza globale".
Il governo di Saak'ashvili ha mantenuto relazioni diplomatiche con altri Stati caucasici, Europa orientale e Paesi occidentali, come Azerbaigian, Estonia, Lettonia, Lituania, Polonia, Romania, Turchia e Ucraina. Nel 2004, Saak'ashvili ha visitato Israele per partecipare all'inaugurazione ufficiale del Centro di ricerca sui problemi energetici moderni e la dott.ssa Brenda Schaffer, direttrice del centro, ha descritto Saak'ashvili come il Nelson Mandela del 21º secolo. Nell'agosto dello stesso anno, Saak'ashvili, che detiene un dottorato honoris causa dall'Università di Haifa, si è recato in Israele per partecipare all'inaugurazione del Settimana dell'amicizia ebraico-georgiana, tenutasi sotto gli auspici del presidente georgiano, per la quale i leader ebrei sono stati invitati come ospiti d'onore.
I rapporti con gli Stati Uniti erano buoni, ma complicati dal comportamento "instabile" di Saak'ashvili. Ex e attuali funzionari statunitensi hanno definito il presidente georgiano "difficile da gestire". Hanno criticato le sue "mosse rischiose", mosse che spesso hanno "colto gli Stati Uniti impreparati" pur lasciandoli "smascherati diplomaticamente".
I legami di Saak'ashvili con gli Stati Uniti risalgono al 1991. Le biografie di Thomas Jefferson e John F. Kennedy si trovano nel suo ufficio, accanto alle biografie di Iosif Stalin e Mustafa Kemal Atatürk e libri sulla guerra. Cercando il sostegno degli Stati Uniti, Saak'ashvili uscì dal Dipartimento di Stato degli Stati Uniti e stabilì contatti con il senatore John McCain e le forze che cercavano l'espansione della NATO.
Saak'ashvili ritiene che la priorità a lungo termine per il paese sia far progredire la sua adesione alla Comunità europea e durante un incontro con Javier Solana, ha affermato che, contrariamente ai nuovi e vecchi stati europei, la Georgia è un antico stato europeo.

### Tentativo di assassinio
Il 10 maggio 2005, mentre il presidente statunitense George W. Bush stava tenendo un discorso in Piazza della Libertà a Tbilisi, Vladimir Arutyunian ha lanciato una bomba a mano verso i due capi di stato. L'ordigno è atterrato tra la folla a circa 65 m dal podio dopo aver colpito una ragazza e non è esploso. Arutyunian è stato arrestato nel luglio di quell'anno, ma prima della sua cattura è riuscito a uccidere un agente delle forze dell'ordine. È stato condannato per i tentati omicidi di Saak'ashvili e Bush e per l'omicidio dell'agente, e condannato all'ergastolo.

### Crisi del 2007

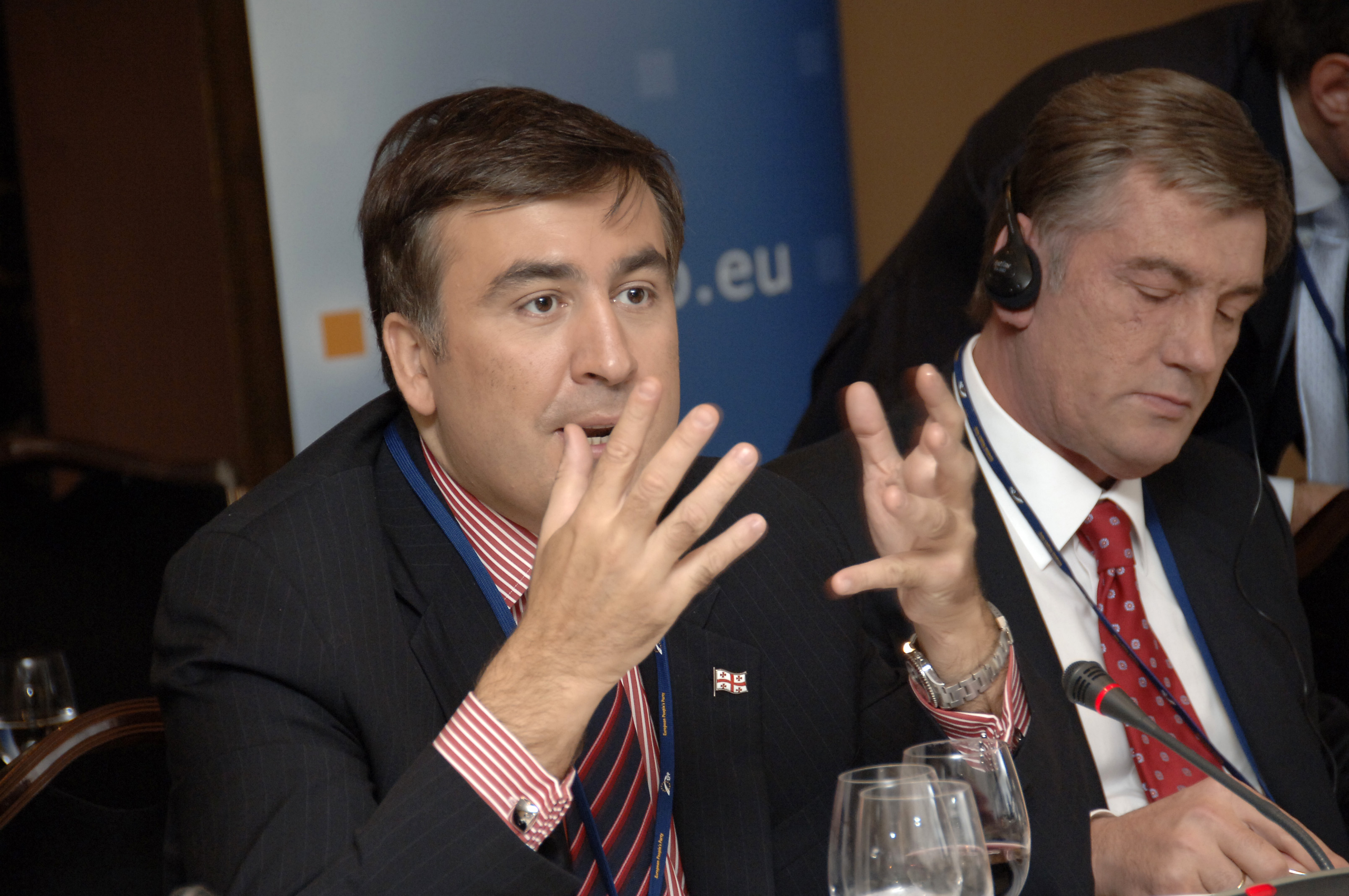
Saak'ashvili al vertice del Partito popolare europeo del 2007 a Lisbona.

Il defunto uomo d'affari georgiano Badri Patarkatsishvili ha affermato che erano state esercitate pressioni sui suoi interessi finanziari dopo che Imedi Television aveva trasmesso diverse accuse contro i funzionari. Il 25 ottobre 2007, l'ex ministro della difesa Irakli Okruashvili ha accusato il presidente di aver pianificato l'assassinio di Patarkatsishvili. Okruashvili è stato arrestato due giorni dopo con l'accusa di estorsione, riciclaggio di denaro e abuso d'ufficio. Tuttavia, in una confessione videoregistrata rilasciata dall'ufficio del procuratore generale l'8 ottobre 2007, in cui Okruashvili si è dichiarato colpevole di corruzione su larga scala per estorsione e negligenza mentre prestava servizio come ministro, ha ritrattato le sue accuse contro il presidente e ha detto che lo ha fatto per ottenere qualche vantaggio politico e che Patarkatsishvili gli ha detto di farlo. L'avvocato di Okruashvili e altri leader dell'opposizione hanno affermato che la sua ritrattazione era stata fatta sotto costrizione.
La Georgia ha affrontato la peggiore crisi dai tempi della Rivoluzione delle rose. Una serie di manifestazioni antigovernative sono state scatenate, in ottobre, dalle accuse di omicidio e corruzione mosse da Okruashvili contro il presidente ei suoi alleati. Le proteste sono culminate all'inizio di novembre 2007 e hanno coinvolto diversi gruppi dell'opposizione e l'influente magnate dei media Patarkatsishvili. Sebbene le manifestazioni siano rapidamente peggiorate, la decisione del governo di utilizzare le forze di polizia contro i manifestanti si è trasformata in scontri nelle strade di Tbilisi il 7 novembre. La dichiarazione dello stato di emergenza da parte del presidente (7-16 novembre) e le restrizioni imposte ad alcuni mass media hanno portato a dure critiche nei confronti del governo Saak'ashvili sia nel Paese che all'estero. Human Rights Watch ha criticato il governo georgiano per l'uso "eccessivo" della forza contro i manifestanti a novembre e International Crisis Group ha messo in guardia contro il crescente autoritarismo.
L'emittente televisiva di opposizione di Patarkatsishvili, Imedi, è stata chiusa nel novembre 2007 dopo che le autorità l'hanno accusata di complicità con il complotto per rovesciare il governo eletto. Il canale ha ripreso le trasmissioni poche settimane dopo l'incidente, ma non ha coperto notizie o talk show fino a dopo le elezioni. Successivamente, l'emittente è stata venduta ai sostenitori del governo di Saak'ashvili e alcuni giornalisti georgiani hanno chiesto la restituzione della stazione.
L'8 novembre 2007, il presidente Saak'ashvili ha annunciato una soluzione di compromesso per tenere elezioni presidenziali anticipate per il 5 gennaio 2008. Ha anche proposto di tenere un plebiscito in parallelo di anticipare le elezioni presidenziali su quando tenere le elezioni  – in primavera, come richiesto dai partiti di opposizione, o alla fine del 2008. All'opposizione sono state fatte anche diverse concessioni nel codice elettorale.
Il 23 novembre 2007, il partito al governo Movimento nazionale unito ha ufficialmente nominato Saak'ashvili come suo candidato per le prossime elezioni. Ai sensi della Costituzione della Georgia, Saak'ashvili si è dimesso il 25 novembre per lanciare la sua campagna preelettorale per le elezioni presidenziali anticipate.

### La seconda presidenza

#### Le elezioni del 2008

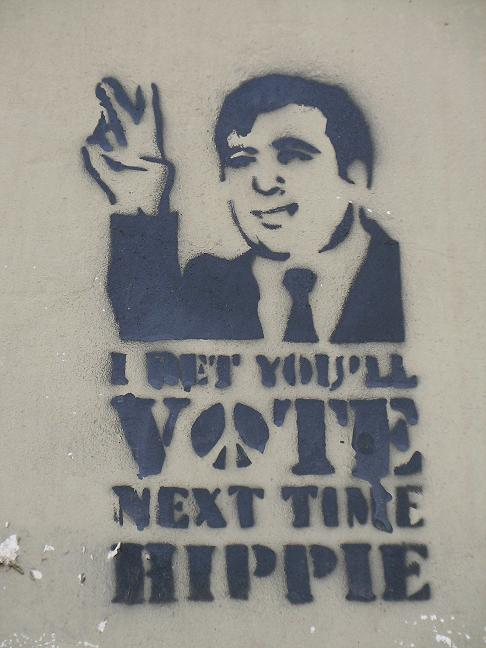
Stencil a Tbilisi.

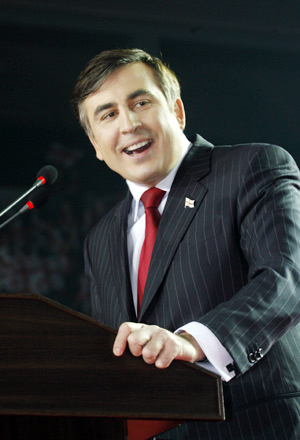
Saak'ashvili nel 2008.

Il 5 gennaio 2008 si sono svolte le elezioni presidenziali georgiane. I primi sondaggi organizzati da un gruppo di organizzazioni non governative e dai media danno Mikheil Saak'ashvili vincitore con più della metà dei voti (52,5%), assicurandogli una vittoria completa ed esonerandolo dal secondo turno. Risultati successivi dei sondaggi "a caldo" mostrano che Saak'ashvili ha vinto con il 53,5% dei voti, mentre MSN UK annuncia che ha vinto con il 53,8% dei voti. Sondaggi da diverse fonti annunciano la vittoria di Saak'ashvili e il leader del primo ad annunciare questo risultato viene nominato ministro pochi giorni dopo. Tuttavia, l'opposizione georgiana critica questi risultati, dichiarandoli falsi e orientati a favore dell'ex presidente. Il Comitato elettorale centrale ha annunciato che Saak'ashvili ha ottenuto il 52,8% dei voti, quasi il doppio del punteggio del suo avversario, un 43enne produttore di vino, Levan Gatchetchiladze, che ha ottenuto il 27% dei voti. Secondo la dichiarazione dell'8 gennaio 2007 del Comitato elettorale centrale della Georgia, che tiene conto di quasi tutti i seggi elettorali, Saak'ashvili viene proclamato presidente dopo aver ottenuto il 53,4% dei voti e Gatchetchiladze ottengono il 25,67% dei voti. I rapporti degli osservatori, guidati dall'OSCE, denunciano in termini diplomatici la sincerità del voto, mentre l'opposizione denuncia i punteggi sospetti in regioni remote, l'opacità dell'accentramento dei risultati tramite le commissioni regionali o l'inaccessibilità alle registrazioni.

#### La guerra russo-georgiana

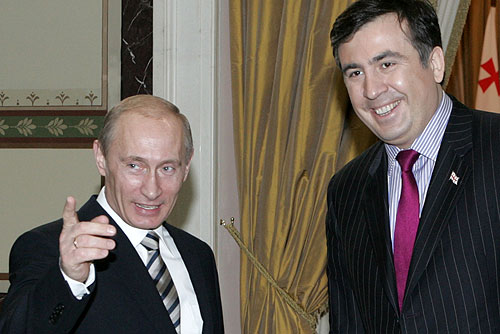
Saak'ashvili con Vladimir Putin, 22 febbraio 2008

Il 22 febbraio 2008, Saak'ashvili ha tenuto un incontro ufficiale con il Presidente della Russia Vladimir Putin, nella sua residenza a Novo-Ogarëvo. I presidenti hanno discusso le questioni dei regolamenti d'aviazione tra i due paesi. Questo è stato l'ultimo incontro di Putin nel suo secondo mandato come Presidente della Russia, a cui è succeduto Dmitrij Medvedev poco dopo.
Tuttavia, dopo una serie di scontri tra georgiani e la Ossezia meridionale, le forze militari russe sono intervenute a fianco dei separatisti dell'Ossezia meridionale in risposta all'attacco a Tskhinvali e hanno invaso Gori a Shida Kartli. Le due controparti sono state portate a un accordo di cessate il fuoco e a un piano di pace in sei punti, grazie alla mediazione del Presidente francese. Il 26 agosto 2008, il presidente russo, Dmitrij Medvedev, ha firmato un decreto che riconosce Abcasia e Ossezia meridionale come stati indipendenti. Sempre il 26 agosto, in risposta al riconoscimento russo dell'Abkhazia e dell'Ossezia meridionale, il viceministro degli Esteri Grigol Vashadze ha annunciato che la Georgia aveva rotto relazioni diplomatiche con la Russia.
Il primo ministro russo Dmitrij Medvedev ha ritenuto Saak'ashvili responsabile della Guerra russo-georgiana, e afferma che Saak'ashvili è responsabile del crollo dello stato georgiano. Medvedev ha dichiarato "(a) non appena la Georgia avrà un nuovo leader avremo tutte le opportunità per ripristinare i legami."
Le capacità dell'esercito georgiano sono state gravemente danneggiate dalla guerra e il governo di Saak'ashvili si è mosso per ricostruirle, aumentando massicciamente la spesa militare. Entro la fine del 2010, l'esercito georgiano ha raggiunto una forza superiore a quella dei livelli prebellici, dopodiché la spesa militare è nuovamente diminuita. Sebbene il governo georgiano abbia acquistato dall'estero grandi quantità di armi e attrezzature militari, ha anche iniziato a investire seriamente in un'industria militare locale. A partire dal 2010, la Georgia ha iniziato a produrre la propria linea di veicoli corazzati, sistemi di artiglieria, armi leggere e veicoli aerei senza pilota.
Nel 2010 ha ottenuto un punteggio di approvazione del 67%. Tuttavia, è stato obiettato che le sue riforme sono state per lo più applicate dall'alto verso il basso non riuscendo a ottenere il consenso pubblico e, sebbene le sue politiche abbiano portato a una drastica riduzione della criminalità e della corruzione, hanno portato a uno stato di polizia in cui l'opposizione è stata repressa e i detenuti sono stati torturati nelle carceri.
Il 2 ottobre 2012, Saak'ashvili ha ammesso la sconfitta del suo partito nelle elezioni parlamentari della Georgia contro la coalizione guidata dal magnate Bidzina Ivanishvili. Gli è stato impedito dalla costituzione della Georgia di candidarsi per ottenere un terzo mandato nelle elezioni presidenziali del 2013, vinte dal candidato Giorgi Margvelashvili.

### Attività politica in Ucraina
Saak'ashvili ha sostenuto energicamente il movimento ucraino Euromaidan e la sua Rivoluzione della Dignità. Il 20 febbraio 2014 in Piazza Maidan si verificarono scontri armati tra dimostranti e polizia. Secondo un reportage realizzato nel 2017 del giornalista italiano Gian Micalessin, in quella circostanza molti agenti sarebbero stati bersagliati dal fuoco di cecchini georgiani ingaggiati da Mamuka Mamulashvili, consigliere militare dell'ex presidente Saak'ashvili, e appostati sul tetto dell'Hotel Ucraina. Tuttavia la BBC ha trovato prove che mettono in dubbio la veridicità di uno dei testimoni chiave.  Il 7 marzo Saak'ashvili ha scritto un pezzo op-ed intitolato "Quando Putin ha invaso il mio paese", nel contesto dei disordini in Ucraina dopo la cacciata il 22 febbraio del presidente Viktor Janukovyč e prima della referendum sull'autodeterminazione del 16 marzo nella crisi della Crimea del 2014.
Nel settembre 2014, Saak'ashvili si è trasferito a Williamsburg, New York.
Verrà poi privato della cittadinanza georgiana a dicembre perché in possesso di quella ucraina e nelle stesse settimane il suo connazionale Alexander Kvitashvili diventa Ministro della Salute nel nuovo governo di Arsenij Jacenjuk dopo aver ricoperto lo stesso ruolo in patria durante la presidenza Saak'ashvili.
Allo stesso Saak’ashvili, che in quel periodo era residente negli USA, il nuovo governo ucraino offrì l’incarico di consulente per le relazioni internazionali con delega agli armamenti. Nel maggio del 2015 il nuovo Presidente ucraino Petro Porošenko lo ha nominato governatore dell'oblast' di Odessa, regione a maggioranza russofona confinante con la Moldavia. Le autorità russe, in conflitto con l'ex Presidente georgiano sin dalla seconda guerra in Ossezia del Sud, hanno criticato la scelta di tale incarico. Il Primo ministro russo Dmitrij Medvedev, in un messaggio via Twitter, ha postato: "Quando il circo arriva in città... Povera Ucraina".

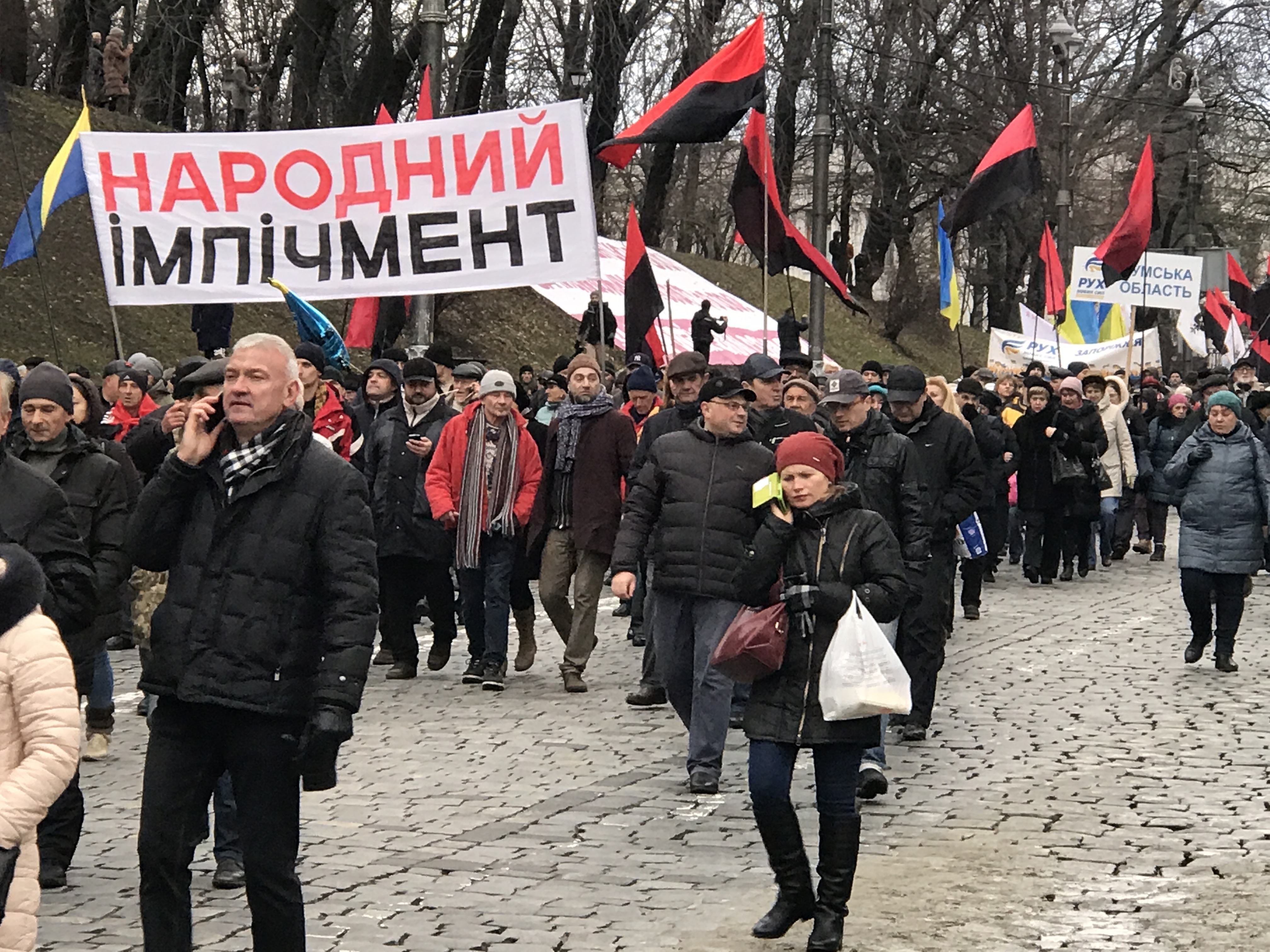
Saak'ashvili guida a Kiev il corteo che chiede limpeachment di Petro Porošenko, 3 dicembre 2017

Nel dicembre 2015, Saak'ashvili ha aperto l'ONG anti-corruzione in Ucraina Movimento per la purificazione. In seguito alle voci secondo le quali questa ONG si sarebbe trasformata in una forza politica, Saak'ashvili ha dichiarato di non avere l'intenzione di creare un nuovo partito politico. Nell'autunno del 2015, sono stati lanciati tentativi e negoziati informali per formare un partito politico attorno a Saak'ashvili con membri del gruppo parlamentare "Jevrooptymisty", Alleanza democratica e anche Ob'jednannja "Samopomič", ma questo progetto è fallito nel giugno 2016.
Saak'ashvili ha presentato le sue dimissioni da governatore il 7 novembre 2016 citando la corruzione in Ucraina come motivo principale. In una conferenza stampa lo stesso giorno, ha affermato che il presidente Porošenko ha sostenuto personalmente "i clan di corruzione nella regione di Odessa" e che la "regione di Odessa viene consegnata non solo a persone corrotte, ma anche ai nemici dell'Ucraina". conferenza Saaka'shvili ha promesso di "iniziare una nuova fase della lotta" con "giovani, forze incontaminate". Secondo Saak'ashvili: "Ci uniremo sicuramente e combatteremo per la vittoria di una nuova Ucraina il popolo di Odessa, per tutti gli altri residenti in Ucraina. La lotta continua e vinceremo sicuramente questa battaglia." Il 9 novembre 2016, il presidente Porošenko ha accettato le dimissioni di Saak'ashvili (come governatore) e lo ha licenziato come suo consigliere libero professionista.

#### Movimento delle Nuove Forze
L'11 novembre 2016, Saak'ashvili ha annunciato il suo obiettivo di creare un nuovo partito politico chiamato Movimento delle Nuove Forze e che "il nostro obiettivo sono elezioni parlamentari anticipate da realizzare il più rapidamente possibile nel più breve tempo possibile." Alla fine di febbraio 2017, il Ministero della Giustizia dell'Ucraina ha registrato il Movimento delle Nuove Forze ufficialmente come partito politico.
Secondo un sondaggio del gruppo sociologico "RATING", il 18% degli elettori ha nell'aprile 2017 un'immagine positiva di Saak'ashvili.
In Ucraina, solo i cittadini ucraini possono guidare partiti politici o essere eletti nel suo parlamento.

### Privazione della cittadinanza ucraina
Il 26 luglio 2017, il presidente Porošenko ha emesso un decreto che non è stato reso pubblico "in conformità con la legislazione sulla protezione dei dati personali", privando Saak'ashvili della sua cittadinanza ucraina, ma senza che venga dichiarato il motivo per cui lo ha fatto. Il servizio di migrazione ucraino ha affermato in una dichiarazione che "secondo la Costituzione dell'Ucraina, il presidente prende le decisioni su chi è privato della cittadinanza ucraina sulla base delle conclusioni della commissione per la cittadinanza". Saak'ashvili, in risposta alla sua privazione della cittadinanza, ha replicato: "Ho una sola cittadinanza, quella ucraina, e non me ne farò privare! Ora è in corso un tentativo per costringermi a diventare un rifugiato. Questo non accadrà! Lotterò per il mio diritto legale di tornare in Ucraina!". Un legislatore ucraino della fazione di Porošenko Solidarietà Europea nel parlamento ucraino, Serhij Leščenko, ha detto che Saak'ashvili era negli Stati Uniti (quando Porošenko ha emesso il suo decreto), ma che se avesse cercato di tornare in Ucraina, sarebbe stato estradato in Georgia per affrontare le accuse per presunti crimini avvenuti durante la sua presidenza lì. Secondo l'Economist, la maggior parte degli osservatori ha visto la privazione della cittadinanza di Saak'ashvili da parte di Porošenko "semplicemente come l'emarginazione di un rivale politico" (all'epoca in cui i sondaggi politici davano al partito politico di Saak'ashvili Movimento delle Nuove Forze circa il 2% in un'ipotetica elezione anticipata). Il 28 luglio 2017, Saak'ashvili ha detto a Newshour che voleva tornare in Ucraina per "sbarazzarsi della vecchia élite corrotta" lì.
Il 4 agosto, Saak'ashvili è apparso in Polonia, ha lasciato il Paese 4 giorni dopo recandosi in Lituania dichiarando "viaggio attraverso l'Europa." Saak'ashvili ha annunciato il 16 agosto che sarebbe tornato in Ucraina il 10 settembre attraverso il checkpoint di Krakovec' e ha esortato le persone ad incontrarlo al punto di controllo.
Il 10 settembre, il treno su cui Saak'ashvili ha cercato di entrare in Ucraina è stato trattenuto in una stazione ferroviaria di Przemyśl, in Polonia. Quindi, lo stesso giorno, si è recato in autobus al valico di frontiera di Medyka, dove gli è stato permesso di passare attraverso un posto di blocco polacco al confine con l'Ucraina, ma poi gli è stato temporaneamente impedito di raggiungere il posto di blocco ucraino vicino a una fila di guardie di frontiera in piedi a braccetto. Alla fine, una folla ha fatto irruzione dalla parte ucraina e ha portato Saak'ashvili in Ucraina Il 12 settembre, presso l'Hotel Leopolis di Leopoli, la Guardia di Frontiera dell'Ucraina ha informato Saak'ashvili del protocollo sulla violazione amministrativa dell'"Attraversamento illegale o tentativo di attraversamento illegale del confine di stato dell'Ucraina".
In una manifestazione nella città ucraina occidentale di Černivci il 13 settembre, Saak'ashvili ha annunciato che sarebbe tornato a Kiev il 19 settembre dopo aver viaggiato in diverse altre città per raccogliere sostegno.
Il 22 settembre, il tribunale distrettuale di Mostys'ka della regione di Leopoli ha dichiarato Saak'ashvili colpevole di aver attraversato illegalmente il confine di stato. In base alla decisione del tribunale, deve pagare una multa di 3400 grivnie.
Nella prima metà del 2017, e nel dicembre 2018 e gennaio 2019, Saak'ashvili ha condotto un talk show politico sul canale televisivo Zik. Saak'ashvili afferma che il suo programma è stato interrotto nel 2019 perché la sua opinione sulla candidatura di Julija Tymošenko per le elezioni presidenziali in Ucraina del 2019 era distorta (ha affermato di sostenere la sua candidatura mentre il suo programma televisivo suggeriva l'esatto opposto).

#### I processi in Ucraina
Il 5 dicembre 2017, Saak'ashvili (che all'epoca guidava le proteste antigovernative) è stato temporaneamente trattenuto dal Servizio di sicurezza dell'Ucraina sul tetto del suo condominio nel centro di Kiev e il suo appartamento è stato perquisito. È stato liberato dalla polizia da un folto gruppo di manifestanti. L'avvocato di Saak'ashvili ha riferito che il politico era stato arrestato per aver tentato di rovesciare il sistema costituzionale ucraino, mentre la SBU ha accusato Saak'ashvili di ricevere finanziamenti da un "gruppo criminale" (durante la Rivoluzione della dignità) legato al deposto presidente ucraino Viktor Janukovyč. L'8 dicembre, il Procuratore generale dell'Ucraina Jurij Lucenko ha annunciato che gli agenti della Polizia nazionale avevano trovato l'ubicazione di Saak'ashvili, lo avevano arrestato e collocato in un centro di detenzione temporanea. Il giorno seguente, Saak'ashvili ha iniziato uno sciopero della fame a tempo indeterminato, affermando di opporsi a qualsiasi tentativo di alimentazione obbligatoria. L'11 dicembre, un tribunale ucraino lo ha rilasciato dalla detenzione.
Il 12 febbraio 2018 Saak'ashvili è stato deportato in Polonia. Il servizio di frontiera ucraino ha dichiarato: "Questa persona si trovava illegalmente sul territorio ucraino e quindi, in ottemperanza a tutte le procedure legali, è stata rimpatriata nel Paese da cui è arrivata". A Saak'ashvili è stato successivamente vietato l'ingresso in Ucraina fino al 2021 dal servizio di frontiera ucraino. Saak'ashvili ha affermato che negli ultimi mesi le sue guardie del corpo e i suoi sostenitori georgiani sono stati rapiti, torturati e deportati in Georgia. Il 14 febbraio 2018, Saak'ashvili si è presentato nei Paesi Bassi, dopo aver ottenuto la residenza permanente lì sulla base del ricongiungimento familiare.

#### Ritorno in Ucraina

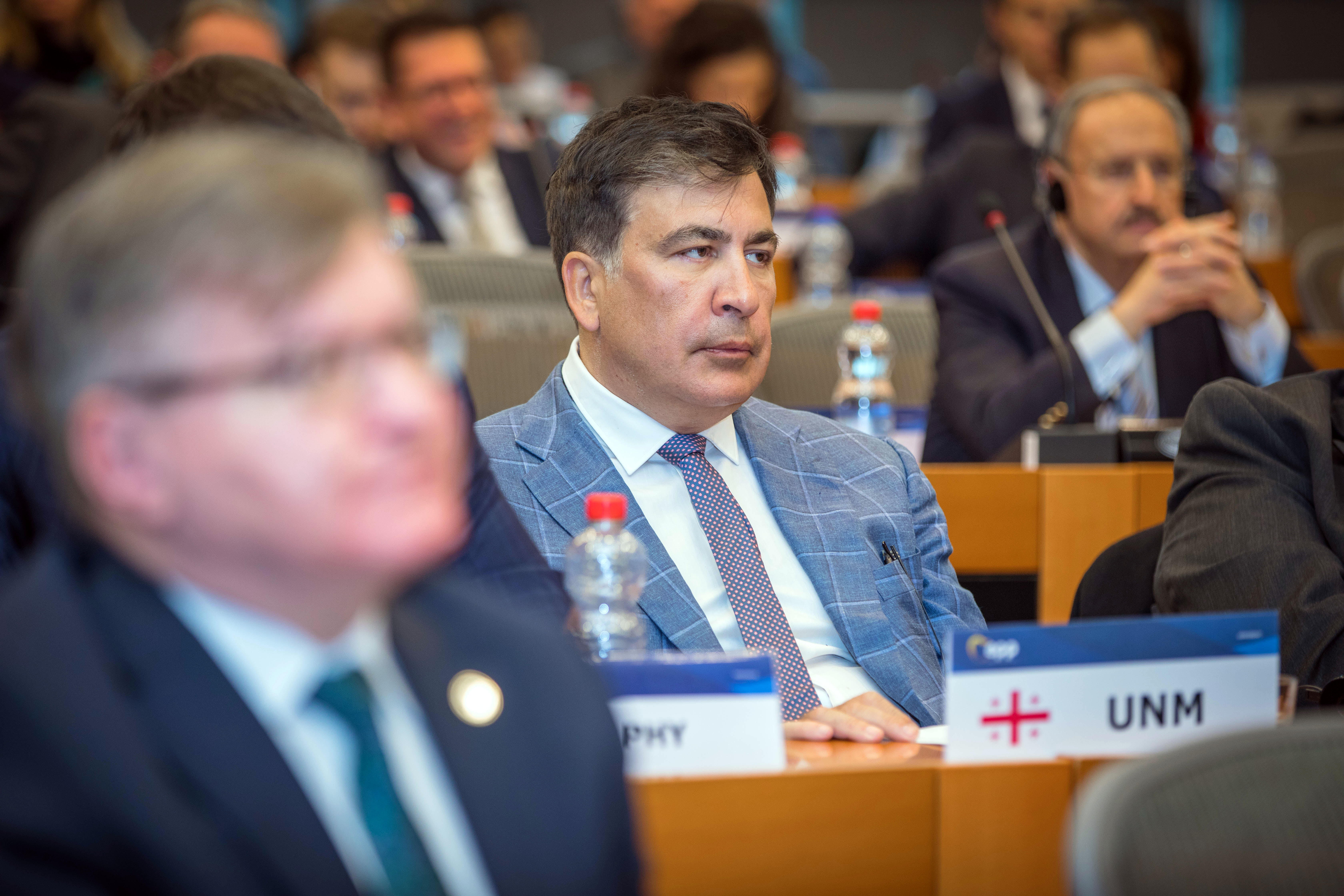
Mikheil Saak'ashvili (2019)

Nel maggio 2019, il nuovo presidente dell'Ucraina, Volodymyr Zelens'kyj, ha ripristinato la cittadinanza ucraina di Saak'ashvili. Il 21 giugno 2019 un tribunale ucraino ha stabilito che Saak'ashvili aveva risieduto in Ucraina dal 23 febbraio 2014 al 6 giugno 2019; anche se dopo essere stato privato della cittadinanza per decreto del presidente Petro Porošenko è stato deportato per più di un anno. Il 29 maggio 2019 , Saak'ashvili è tornato in Ucraina; ma presto dichiarò di non avere ambizioni politiche in Ucraina.
Il 4 giugno, il sindaco di Kiev Vitalij Klyčko ha offerto a Saak'ashvili di unirsi alla leadership del suo partito UDAR e di prendere parte alle elezioni parlamentari anticipate di luglio 2019. L'ex-presidente georgiano ha rifiutato l'offerta. In questa tornata elettorale Saak'ashvili era a capo della lista del partito del Movimento delle Nuove Forze. Il partito ha ricevuto lo 0,46% di il totale dei voti e nessun seggio. Due giorni prima delle elezioni, Saak'ashvili aveva ha invitato i suoi sostenitori a votare per il partito Servitore del Popolo.
Saak'ashvili ha scritto sulla sua pagina Facebook il 22 aprile 2020 di aver ricevuto una proposta dal presidente Zelens'kyj per diventare vice primo ministro dell'Ucraina per le riforme nel governo Šmyhal'. Il parlamento ucraino non ha preso in considerazione la questione durante le sue riunioni il 24 e 30 aprile 2020. In Ucraina solo il parlamento può nominare e revocare il ministri del governo. Il 7 Maggio 2020, Zelens'kyj ha nominato Saak'ashvili capo del comitato esecutivo del Consiglio Nazionale delle Riforme.

### Ritorno ed arresto in Georgia
Il 1º ottobre 2021, Mikheil Saak'ashvili, ricercato in Georgia per abuso d'ufficio, malversazione e per violenze perpetrate durante manifestazioni tenutesi nel 2007, è tornato illegalmente nel suo Paese dopo essere stato in esilio per otto anni e ha invitato i suoi seguaci a marciare sulla capitale, Tbilisi. Lo ha fatto su Facebook, dichiarando che si trovava a Batumi ma si sarebbe unito a un convoglio sulla strada per la capitale. Lo stesso giorno il primo ministro della Georgia Irak'li Gharibashvili ha tenuto una conferenza stampa, dove ha annunciato che Saak'ashvili era stato arrestato a Tbilisi. Secondo le indagini, l'ex-presidente era entrato nel paese segretamente nel container di una nave mercantile, in violazione della legge. Il presidente della Georgia Salomé Zourabichvili ha dichiarato che "mai" perdonerà Saak'ashvili. Successivamente Zourabichvili ha confermato la sua prima dichiarazione, mentre Saak'ashvili ha annunciato uno sciopero della fame a cui si sono uniti altri membri del suo partito.
Il 10 ottobre 2021, il suo medico personale ha chiesto alle autorità di trasferirlo in ospedale mentre continuava lo sciopero della fame poiché il suo arresto e le sue condizioni di salute sarebbero peggiorate. Saak'ashvili ha posto fine allo sciopero della fame dopo aver raggiunto un accordo con le autorità per essere trasferito all'ospedale militare di Gori per cure mediche. Dal 20 marzo 2022 Saak'ashvili rimane nella struttura penitenziaria n. 12 di Rustavi.
Il 1º febbraio 2023 Saak'ashvili, visibilmente deperito, ha testimoniato a distanza davanti al tribunale. Secondo il suo avvocato, Saak'ashvili, che è alto 195 cm, pesa solo 69,7 chilogrammi, ha perso 52 chilogrammi dal 1º ottobre 2021 e non può muoversi senza una sedia a rotelle. Il presidente dell'Ucraina Volodymyr Zelens'kyj ha accusato il governo georgiano di "torturare pubblicamente" il cittadino ucraino Saak'ashvili e di aver tentato di "ucciderlo". In risposta, il ministro della Giustizia georgiano Rati Bregadze ha affermato che Saak'ashvili sta cercando di eludere la prigione attraverso l'autolesionismo. Ha affermato che non ci sono prove rilevanti che Saak'ashvili sia stato torturato e ha osservato che lo Stato "non può essere ritenuto responsabile per l'autolesionismo del detenuto, compreso il suo rifiuto di seguire le prescrizioni mediche". Anche il leader di opposizione russo incarcerato Aleksej Naval'nyj chiese la sua liberazione.
Il 6 febbraio 2023, il tribunale non ha accolto la mozione della difesa nel caso di rinvio della sentenza di Mikhail Saak'ashvili o del suo rilascio.
Nel 2025 ha confermato quanto detto due anni prima, cioè di aver subìto un avvelenamento da metalli pesanti nel 2023 e che "Putin mi vuole morto, ma lotto pure dal carcere. Voglio il mio Paese libero".

## Vita privata

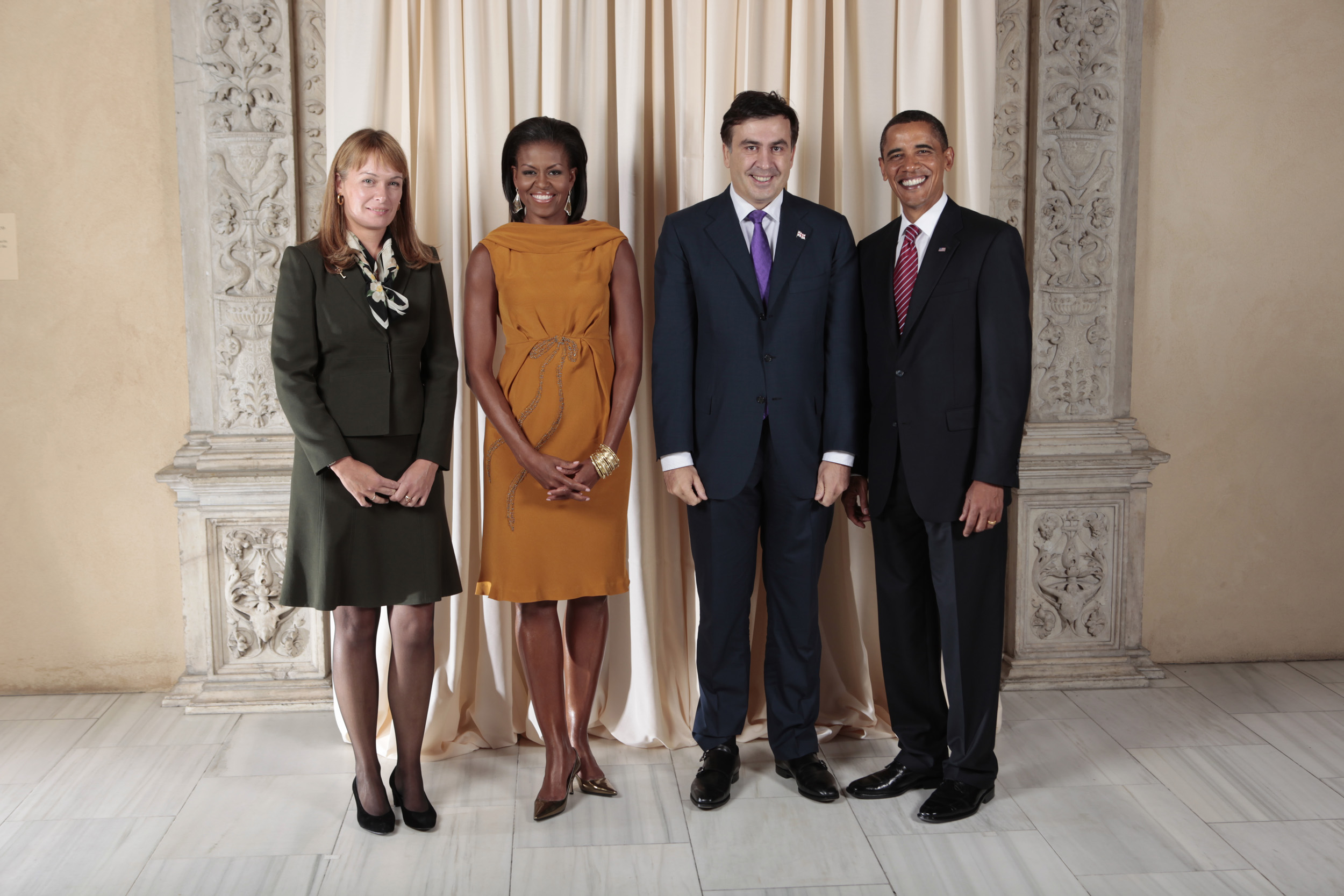
Sandra Roelofs, Michelle Obama, Mikheil Saak'ashvili e Barack Obama nel 2009

È sposato con la linguista olandese Sandra Roelofs, che ha conosciuto a Strasburgo nel 1993. La coppia ha due figli, Eduard e Nikoloz.
Pochi giorni prima del ritorno in Georgia nell'ottobre 2021, Saak'ashvili ha registrato un video su Facebook con la deputata ucraina Jelyzaveta Jas'ko in cui hanno rivelato di avere una relazione romantica. Pochi giorni dopo Jas'ko ha chiarito che Sandra Roelofs era "l'ex moglie" di Saak'ashvili. Non c'erano notizie dei media che Saak'ashvili e sua moglie Roelofs avessero divorziato, la stessa Roelofs era stato "colta di sorpresa" dall'annuncio video di Jas'ko e Saak'ashvili e aveva osservato su Facebook (il 7 ottobre 2021) che "la forma era assolutamente inaccettabile".
Il 31 dicembre 2021, Saak'ashvili ha riconosciuto di avere una figlia avuta da una relazione extraconiugale, Elis-Maria, con la cantante Sofia Nizharadze che l'ha definita "la mia ragazza più adorabile e figlia più piccola".
È noto anche per la sua conoscenza delle lingue straniere: parla infatti sette lingue, tra cui l'inglese, l'ucraino, il francese, l'olandese e il russo.

## Lascito
Tutti i simboli nazionali attuali della Georgia - la bandiera, lo stemma e l'inno nazionale - furono adottati durante la presidenza di Saak'ashvili.

## Pubblicazioni
- Mikheil Saak'ashvili, Io vi parlo di libertà, con Raphael Glucksmann; tradotto da Silvia Benedetti, Milano, Spirali, 2009, ISBN 978-88-7770-865-6.